# Пійґанді (Елва)
Пі́йґанді (ест. Piigandi küla) — село в Естонії, у волості Елва повіту Тартумаа.

## Населення
Чисельність населення на 31 грудня 2011 року становила 45 осіб.

## Географія
Поблизу населеного пункту проходить автошлях 47 (Санґла — Ринґу).

## Історія
До 24 жовтня 2017 року село входило до складу волості Ринґу.